# Mecha Streisand
A Mecha Streisand (Mecha-Streisand) a South Park című rajzfilmsorozat 12. része (az 1. évad 12. epizódja). Elsőként 1998. február 18-án sugározták az Amerikai Egyesült Államokban.

## Cselekmény
Egy régészeti ásatáson Eric Cartman rátalál Zinthar Háromszögére, de félredobja, ezért a különös leletet Kyle Broflovski veszi magához. Amikor azonban Kyle a tárgy miatt – melyről kiderül, hogy egy felbecsülhetetlen ritkaság – a tévébe is bekerül, Cartman mindent megtesz, hogy visszakapja a leletet, még Kyle szobájába is beoson. Végül Kyle megunja a folytonos zaklatást és inkább odaadja neki a különös tárgyat. Nemsokára Barbra Streisand a városba érkezik és találkozik a gyerekekkel. A titokzatos dolog után kérdezősködik, majd pénzjutalmat ajánl fel érte, ezért a fiúk vele tartanak a házába. Eközben Leonard Maltin (amerikai filmkritikus és -történész) felkeresi Séf bácsit és tájékoztatja Streisand ördögi tervéről: egyesíteni akarja a háromszöget azzal a hasonló tárggyal, melyet régebben talált, hogy óriási szörnnyé változhasson. Séf és Maltin elindul, hogy a hegyekben megkeresse Streisand nyaralóját.
Barbra Streisand eközben kikötözi és az éneklésével megkínozza a gyerekeket, akik odaadják neki a háromszöget. Streisand ezt egyesíti a másik háromszöggel, ezzel létrehozva Pantheus Gyémántját, amely hatalmas robot dinoszaurusszá változtatja, majd a város felé veszi az irányt. Séf bácsiék időközben a helyszínre érkeznek és kiszabadítják a fiúkat, akik tájékoztatják őket az eseményekről. Miközben Mecha-Streisand lerombolja a várost, Maltin is robottá változik, de nem bír ellenfelével. Ezután Sidney Poitier színész is a városba érkezik, majd hatalmas teknőssé alakul át, de ő sem elég erős Streisand legyőzéséhez. Ekkor jelenik meg Robert Smith a Cure zenekarból, aki egy hatalmas molylepke alakját ölti magára. Smith megüti Barbra leggyengébb pontját, az orrát, majd ellenfele legyengültségét kihasználva a világűrbe hajítja a szörnyet, ahol az felrobban.
A fiúk úgy döntenek különválasztják egymástól a két háromszöget, hogy senki se használhassa őket rossz célra. Végül Kyle kisöccse, Ike mégis megtalálja őket és hatalmas Mega-Ike lesz belőle.

## Kenny halála
- Mecha Streisand és Leonard Maltin küzdelme alatt több leeső tárgy is majdnem eltalálja, ennek ellenére életben marad. Ezután lengőtekézni kezd, de a kötél a nyakára tekeredik és Kenny megfullad.

## Utalások
- A magyar szinkronban amikor Cartman csákányoz, akkor a Republic „16 tonna” című dalát énekli
- Leonard Maltin megemlíti, hogy Barbra Streisand a My Fair Lady forgatása alatt találta az első háromszöget (habár Streisand valójában nem szerepelt a filmben).
- A Robert Smith távozásakor hallható zene a The Cure „Love Song” című számára emlékeztet.
- Az epizód nagyrészt a japán horrorfilmeket, elsősorban a Godzillát parodizálja.
- Amikor Leonard Maltin szóvá teszi, hogy Streisand anyja egy sakál volt, ezzel utal az Ómen című filmre.
- Stan egyik mondata („A mamám mindig azt mondta, hogy nincsenek szörnyek, pedig vannak…”) utalás A bolygó neve: Halál című filmre.
- Amikor a riporter azt mondja, „Alig pár héttel a mutáns szörnyetegek, a zombik és az ünnepi pulykák pusztító támadása után South Park városa felépült romjaiból és ismét megindult az élet”, utal a Szerelem Fáni és Malac között, a Rózsaszín szem és a Kákabélű epizódokra.

## Érdekességek
- Sally Struders szerepel az epizódban a forgatáson látható
- Barbra Streisand úgy nyilatkozott, hogy a negatív kritika megnevettette és nem érezte azt támadónak, azonban szerinte a South Park és a hozzá hasonló műsorok a cinizmust és a negativitást terjesztik, különösen a gyerekek körében.[1]
- Trey Parker és Matt Stone egyaránt a The Cure együttes rajongója.
- Mecha Streisand a 14. évad 200 és 201 című epizódjaiban visszatér és újra lerombolja a várost.